# Saint-Pern
Saint-Pern är en kommun i departementet Ille-et-Vilaine i regionen Bretagne i nordvästra Frankrike. Kommunen ligger i kantonen Bécherel som tillhör arrondissementet Rennes. År 2022 hade Saint-Pern 1 003 invånare.

## Befolkningsutveckling
Antalet invånare i kommunen Saint-Pern
Referens:INSEE